# Wolfgang Schäuble
Wolfgang Schäuble (n. 18 septembrie 1942, Freiburg im Breisgau, Reich-ul German – d. 26 decembrie 2023, Offenburg, Baden-Württemberg, Germania) a fost un om politic german, membru proeminent al partidului CDU. Între 2005-2009 a fost ministru federal de interne, iar din octombrie 2009 până în 2017 ministru federal al finanțelor.
Din 2017 până în 2021 a fost președintele Bundestagului.

## Cariera politică
A fost membru al Bundestagului din 1974. Schäuble a fost între anii 1984-1989 ministru federal însărcinat cu probleme speciale, calitate în care a pregătit între altele vizita lui Erich Honecker în Republica Federală Germania în 1987. Între anii 1989-1991 a fost ministru de interne în guvernul condus de Helmut Kohl, iar între anii 1998-2000 a fost președintele partidului CDU.
În 1990 Schäuble a fost ținta unui atentat, în urma căruia a rămas paralizat de la brâu în jos.